# Jaime Leopoldo de La Tour de Auvérnia
Jaime Leopoldo de La Tour de Auvérnia (em francês:  Jacques Léopold Charles Godefroy de La Tour d'Auvergne; 15 de janeiro de 1746 – 7 de fevereiro de 1802) era um nobre francês, membro da Casa de La Tour de Auvérnia, e Duque Soberano de Bulhão.
Foi o último Duque Soberano de Bulhão tendo sucedido ao pai em 1792; foi destronado pela proclamação da República de Bulhão, em 1794.

## Biografia
Jaime Leopoldo foi o único filho varão dos quatro filhos nascidos do casamento de seus pais, Godofredo Carlos de La Tour de Auvérnia e Luísa Henriqueta de Lorena. Quando o pai se tornou Duque soberano, em 1771, Jaime Leopoldo passou a usar o título de Príncipe de Turenne na qualidade de herdeiro do Ducado. 
O seu primo co-irmão, Henrique Luis de Rohan , ficou conhecido pela escandalosa bancarrota da família.
Casou com Edviges de Hesse-Rotenburgo, neta de Ernesto Leopoldo de Hesse-Rotemburgo e de Leonor de Löwenstein-Wertheim-Rochefort. O casamento realizou-se em Carlsburg, a 17 de julho de 1766, mas não teve descendência.
Até à revolução francesa, viveu no Castelo de Navarre (em Évreux), a sua propriedade em França, tendo sucedido ao pai em 1792, embora o pai tenha designado como sucessor um parente distante, Filipe d'Auvergne , para lhe suceder. 
Com o colapso do Antigo Regime, ele foi destronado em 1794 pela proclamação da República de Bulhão, uma das Repúblicas Irmãs. Em outubro de 1795, o território veio a ser absorvido pela França. Daí em diante passou a ser conhecido por cidadão Leopoldo La Tour de Auvérnia
Jaime foi o ultimo Duque Soberano de Bulhão e, após as Guerras Napoleónicas, o Congresso de Viena atribui o ducado ao Grão-Ducado do Luxemburgo.
Dado que Jaime Leopoldo não teve descendência, os Príncipes de Guéméné reclamam o Ducado de Bulhão na qualidade de herdeiros de Maria Luísa de La Tour de Auvérnia.

## Títulos e tratamentos
- 15 de janeiro de 1746 – 24 de outubro de 1771 - Sua Alteza, o Príncipe de Bulhão;
- 24 de outubro de 1771 – 3 de dezembro de 1792 - Sua Alteza, o Príncipe de Turenne;
- 3 de dezembro de 1792 – 7 de fevereiro de 1802 - Sua Alteza, o Duque de Bulhão.